# Braun Strowman
Braun Strowman (nombre real Adam Joseph Scherr); nacido el 6 de septiembre de 1983 en Sherrills Ford (Carolina del Norte), Estados Unidos, es un luchador profesional y atleta de fuerza estadounidense, conocido por su destacada carrera como figura en la World Wrestling Entertainment (WWE) donde ha sido apodado “Monster Among Men” por su carisma en el ring y su imponente físico (2,03 m de altura y 175 kg aproximadamente). Antes de incursionar en la lucha libre, tuvo una exitosa trayectoria como strongman, ganando campeonatos como el NAS U.S. Amateur National Championship (2011) y el Arnold Amateur Strongman World Championship (2012).

### Infancia y juventud
Scherr creció en la localidad de Sherrills Ford, Carolina del Norte. Asistió a la Bandys High School, donde participó en los equipos de fútbol, atletismo y lucha libre, graduándose en 2001. En 2003 se matriculó en un colegio comunitario y pasó los siguientes años jugando fútbol americano a nivel semiprofesional, complementando sus ingresos como guardia de seguridad y mecánico.
En 2007 asistió al NFL Scouting Combine, aunque no logró transicionar al fútbol profesional. A finales de esa década, comenzó a competir en eventos de fuerza para aficionados.

### Carrera como atleta de fuerza
Medallero:
| Evento                                  | Año  | Resultado |
| --------------------------------------- | ---- | --------- |
| Arnold Amateur Strongman Championships  | 2012 | Oro       |
| NAS U.S. Amateur National Championships | 2011 | Oro       |
| Summerfest Strongman                    | 2011 | Oro       |
| West Cary Fall Festival of Power        | 2011 | Oro       |
| Central GA Strongest Man                | 2011 | Oro       |
| Europa Battle of Champions              | 2010 | Oro       |
| Monster of the Midland                  | 2010 | Oro       |

Scherr recibió su tarjeta profesional de la American Strongman Corporation (ASC) al ganar el NAS U.S. Amateur National Championships el 5 de noviembre de 2011. El 4 de marzo de 2012 ganó el 'Arnold Amateur Strongman World Championships, celebrado durante el Arnold Sports Festival, lo que le valió una invitación para competir en el Arnold Strongman Classic 2013.
Ese mismo año, el 8 de julio participó en el SCL North American Championships, finalizando en la quinta posición, y el 21 de julio en el evento Giants Live terminó séptimo.

### WWE (2013–presente)

#### Entrenamiento (2013–2015)
En 2013, firmó un contrato con WWE y fue asignado al WWE Performance Center en Orlando, Florida, adoptando el nombre de Braun Strowman. 
El 19 de diciembre de 2014 Debutó en un evento en vivo de NXT en Jacksonville, Florida, donde derrotó a Chad Gable.
El 2 de junio de 2015, participó en un dark match de Main Event, venciendo a un luchador local no identificado. En esta etapa inicial, también fue uno de los “rosebuds” que acompañaban a Adam Rose en su personaje de Exotic Express.

#### 2015-2016

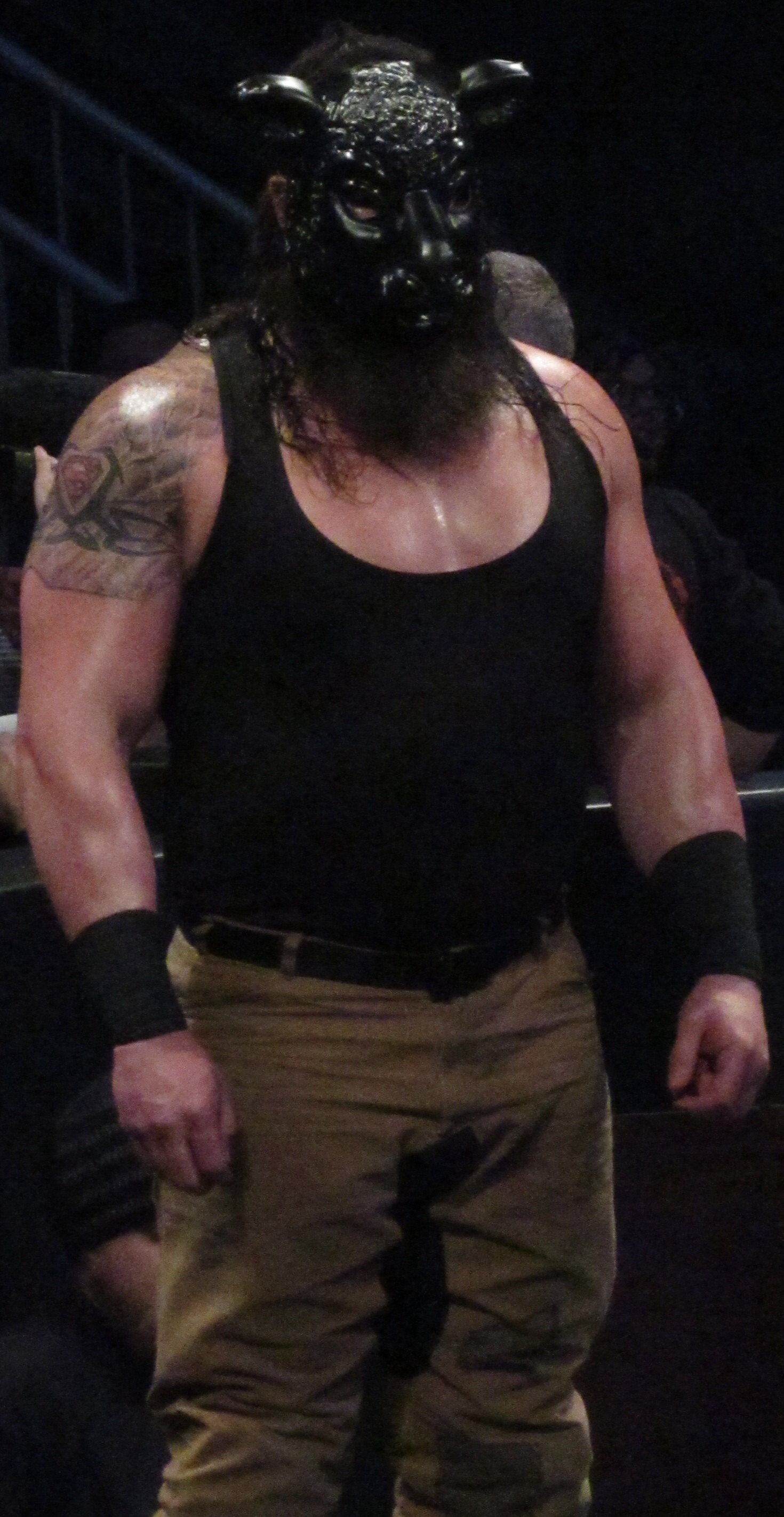
Strowman como parte de The Wyatt Family en 2016.

En el episodio del 24 de agosto de 2015 de Raw, hizo su debut en el elenco principal como Monster Heel bajo el nombre ligeramente distinto de Braun Strowman, atacando a Roman Reigns y Dean Ambrose, y pasando a ser el nuevo miembro de la Wyatt Family.
Tuvo su primera lucha televisada el 31 de agosto en Raw, donde ganó a Ambrose por descalificación. Asimismo, Strowman luchó por primera vez en un evento de pago en la Night of Champions del 20 de septiembre. Ahí, la Wyatt Family derrotó a Ambrose, Reigns y Chris Jericho en un combate por equipos después de que Jericho se desmayara durante el Lifting arm triangle choke de Strowman.
El 25 de octubre, en Hell in a Cell, secuestraron a The Undertaker después de su combate contra Brock Lesnar. El 26 de octubre, Kane apareció en Raw para, aparentemente, darle una paliza a Wyatt, pero fue detenido por los demás miembros de The Wyatt Family, que también secuestraron a Kane. En Survivor Series, Strowman acompañó a The Wyatt Family a su lucha contra The Undertaker y Kane, que perdieron. El 13 de diciembre en TLC: Tables, Ladders & Chairs, The Wyatt Family derrotó a The ECW Originals (Bubba Ray Dudley & D-Von Dudley, conocidos colectivamente como The Dudley Boyz, Rhyno & Tommy Dreamer) en un Eight-man Tag Team Elimination Tables match.
El 24 de enero en Royal Rumble, Strowman participó en el Royal Rumble match para el Campeonato Mundial Peso Pesado de WWE de Roman Reigns. Eliminó a cinco oponentes antes de perder contra Brock Lesnar, solo para regresar al ring y ayudar a sus compañeros de The Wyatt Family a eliminarlo. Dave Meltzer del Wrestling Observer escribió que Strowman fue "una bestia" durante el combate.
La Wyatt Family perdió el 21 de febrero en Fastlane una lucha contra el equipo formado por The Big Show, Kane & Ryback, aunque lograron derrotarlos la noche siguiente de Raw en un evento de revancha.
Strowman apareció el 3 de abril en WrestleMania 32, durante el enfrentamiento de la Wyatt Family contra The Rock y John Cena. El 1 de mayo en Payback, la Wyatt Family tenía originalmente previsto enfrentarse a The League of Nations, pero el combate se canceló después de que Bray Wyatt se lesionara. En julio, la Wyatt Family luchó contra The New Day, Campeones por Parejas de WWE, y los derrotaron en el Six-man Tag Team match del 24 de julio en Battleground.

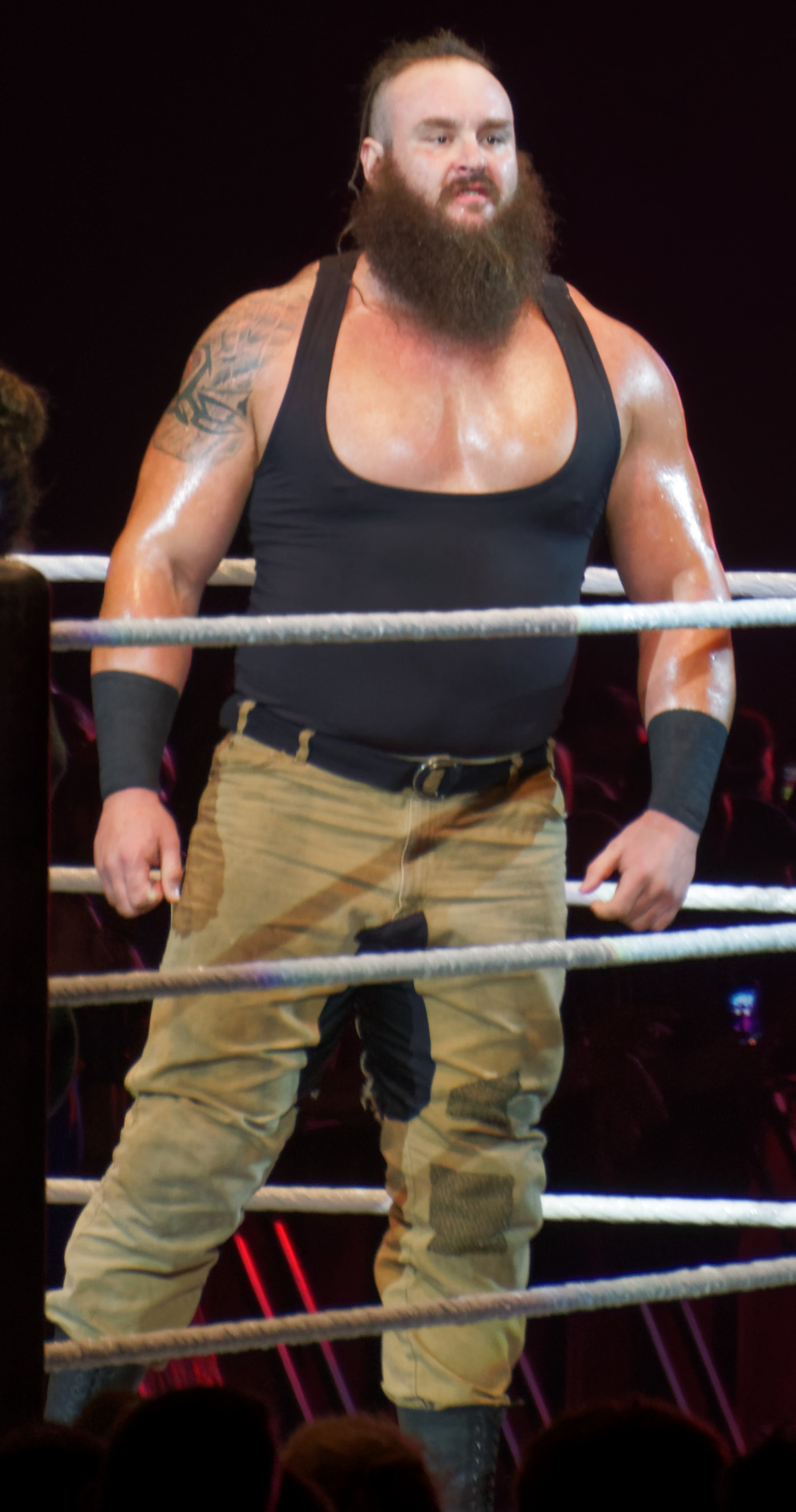
Strowman en septiembre de 2016.

Como parte del Draft y la nueva separación de marcas, se mandó a Strowman a la marca Raw mientras se destinó a Bray Wyatt y Erick Rowan a la marca SmackDown, separando así a Strowman de la Wyatt Family para comenzar su carrera en solitario. Durante las siguientes semanas en Raw, Strowman, con una apariencia modificada, derrotó a James Ellsworth y a otros competidores locales que lo desafiaron. En el episodio del 5 de septiembre de Raw, Sin Cara desafió a Strowman para vengarse de sus insultos a los luchadores mexicanos, pero Strowman lo derrotó por cuenta fuera y pinfall las siguientes semanas.
En el episodio del 17 de octubre de Raw, después de derrotar fácilmente a tres competidores locales en un 3-on-1 Handicap match, Strowman luchó contra Sami Zayn. Estaba planeado que Strowman se enfrentas a Zayn la siguiente semana en Raw, pero esa lucha no llegó a tener lugar, ya que ambos se atacaron antes de que sonara la campana. En el episodio del 31 de octubre de Raw, Strowman ganó un Battle Royale tras eliminar a Zayn para clasificar al Team Raw en el Traditional Survivor Series Elimination Men's match de Survivor Series. El 20 de noviembre en el evento, después de eliminar a Dean Ambrose, Strowman fue el primer hombre en ser eliminado de su equipo por culpa de James Ellsworth, al que persiguió hasta el ringside. Más tarde, el Team Raw perdió el combate.
En el episodio del 12 de diciembre de Raw, el gerente general Mick Foley anunció una lucha entre Strowman y Zayn para el 18 de diciembre en Roadblock: End of the Line, anunciando también que sería un combate con un límite de tiempo de diez minutos, en los que Strowman tendría que derrotar a Zayn, lo cual no pudo realizar durante el evento. La noche siguiente en Raw, Strowman exigió otra lucha contra Zayn, pero Foley le dijo que le había dado la noche libre a Zayn, lo que llevó a Strowman a atacar a Sin Cara y Titus O'Neil durante su combate, así como también lo haría con Roman Reigns y Seth Rollins durante su lucha contra Kevin Owens y Chris Jericho.

#### 2017

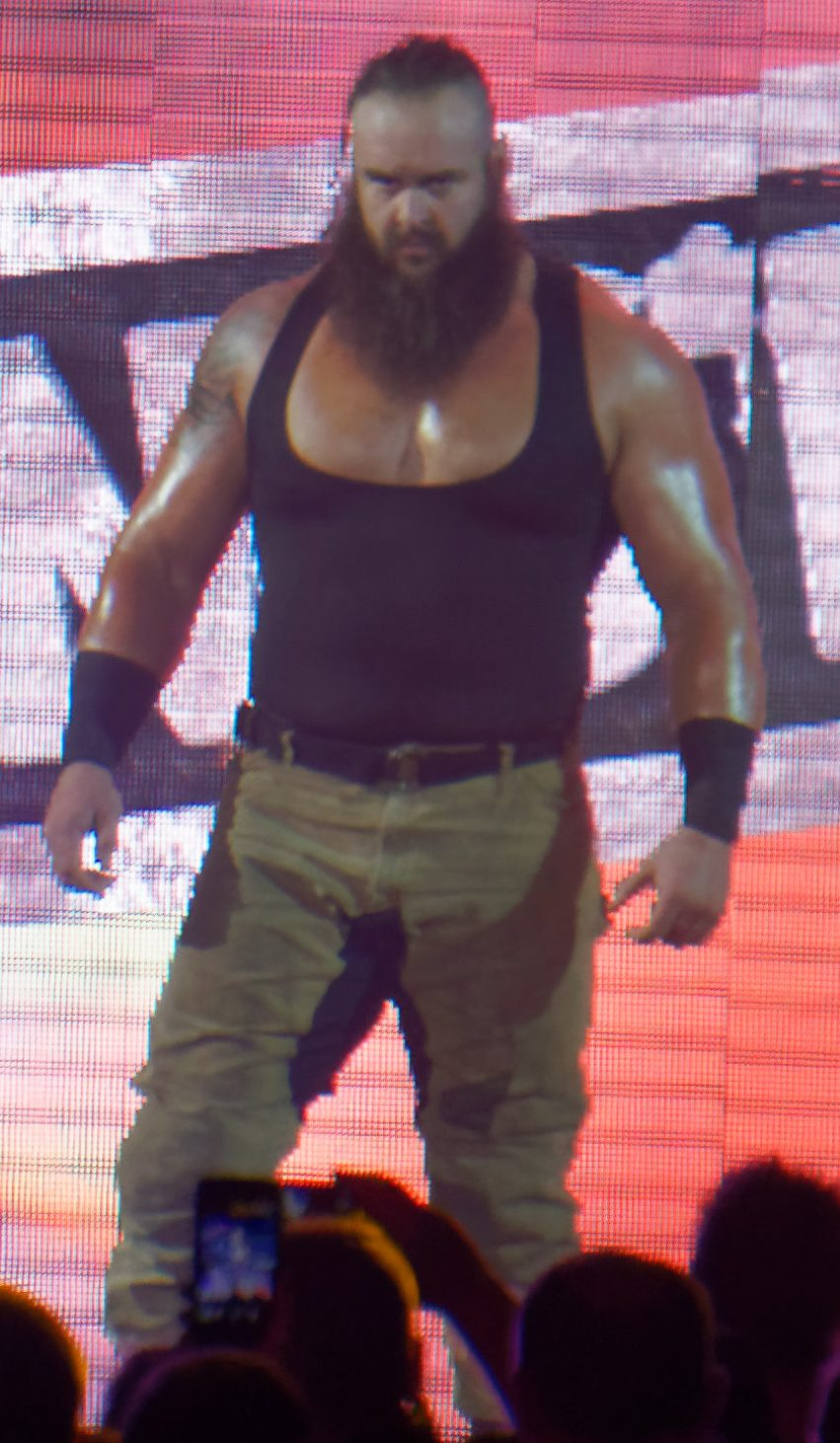
Strowman en septiembre de 2016.

En el episodio del 2 de enero de Raw, Strowman derrotó a Sami Zayn en un Last Man Standing match. En el Royal Rumble, durante el combate entre Roman Reigns y Kevin Owens, Strowman intervino ayudando a Owens a retener el Campeonato Universal de WWE. Más tarde esa misma noche, Strowman participó en el Royal Rumble match como el número 7, eliminando a Mojo Rawley, Big Cass, Kalisto, Mark Henry, Big Show, James Ellsworth y Tye Dillinger antes de ser eliminado por Baron Corbin. En el episodio del 30 de enero de Raw, Strowman desafió a Owens a una lucha por el título, lo que Mick Foley le concedió después de que se mostrara un vídeo en el que Owens le prometía una futura lucha titular a Strowman, la cual Strowman ganó por descalificación después de una interferencia de Reigns. Strowman continuó demandando una mejor competencia, derrotando fácilmente a cuatro competidores locales hasta que luego se le concedió una lucha contra Reigns en Fastlane, a quien atacó durante su combate contra Samoa Joe, causando su derrota. En el episodio del 20 de febrero de Raw, Strowman derrotó a Big Show en el evento principal. La semana siguiente en Raw, Strowman y Reigns firmaron el contrato para su lucha en Fastlane, lo que terminó con Strowman lanzando a Reigns en el tensor del esquinero del ring, causando que la cuerda se rompiera. En el evento, Strowman fue derrotado por Reigns, marcando su primera derrota por pinfall. En el episodio del 6 de marzo de Raw, Strowman apareció para desafiar a Roman Reigns a una lucha de revancha, pero en ese momento fue interrumpido por The Undertaker. La semana siguiente en Raw, después de que el miembro del Salón de la Fama de WWE Shawn Michaels le advirtiera a Reigns sobre los poderes que Undertaker poseía, Strowman atacó brutalmente a Reigns cuando este se estaba retirando por la rampa. Esto los llevó a una lucha en el episodio del 20 de marzo de Raw, el cual terminó sin resultado después de que Undertaker apareciera y atacara a ambos. El 27 de marzo en Raw, Strowman anunció su participación en el André the Giant Memorial Battle Royal en WrestleMania 33, en donde no logró llevarse la victoria a pesar de haber eliminado a media docena de competidores. En el episodio del 3 de abril de Raw, Strowman desafió a Brock Lesnar a una pelea por el Campeonato Universal de WWE.
En el episodio del 10 de abril de Raw, mientras Michael Cole estaba entrevistando a Roman Reigns tras bastidores, Strowman apareció para atacar a Reigns. El ataque de Strowman continuó varias veces, incluso hasta el punto de volcar la ambulancia donde se encontraba Reigns. A pesar de ser un luchador heel, Strowman recibió una respuesta muy positiva por el público en respuesta a la reacción negativa del mismo hacia Reigns. La siguiente semana en Raw, Strowman atacó a varias superestrellas hasta que se enfrentó a Big Show esa misma noche, pero durante la lucha Strowman le aplicó un superplex a Show desde la tercera cuerda, causando la destrucción del ring y un combate sin resultado. La siguiente semana en Raw, Strowman se enfrentó a Kalisto en el primer Dumpster match, en el cual fue derrotado, pero a pesar de eso procedió a atacar a Kalisto y lo arrojó al costado del escenario mientras estaba atrapado dentro del contenedor de basura. Más tarde en Payback, Strowman derrotó a Reigns. Debido a todo eso, Strowman continuaría recibiendo cantos de la multitud como "Thank you, Strowman" ("Gracias, Strowman"), así como varios tuits que fueron tendencia en la red social. Después del episodio del 8 de mayo de Raw, WWE notificó que Strowman había sufrido una lesión legítima en uno de sus codos y, por lo tanto, estaría fuera de la acción durante aproximadamente seis meses. Esto también causó un cambio en el cronograma, ya que tuvo que descartarse el combate planificado entre Strowman y Brock Lesnar en el evento Great Balls of Fire. Strowman se sometió a cirugía tres días después, el 11 de mayo. Sin embargo, Dave Meltzer del Wrestling Observer Newsletter informó que, si bien la lesión en el codo de Strowman era legítima, era menor, programada para dejarlo inactivo durante solo dos meses, y con WWE exagerándola para que haga un regreso sorpresivo "cuatro meses antes". En el episodio del 19 de junio de Raw, Strowman hizo su regreso, atacando a Roman Reigns después de su lucha contra Samoa Joe. Luego de eso, Strowman desafió a Reigns a un Ambulance match en Great Balls of Fire, en el cual salió victorioso, pero posteriormente fue atacado y encerrado dentro de la ambulancia por Reigns, quien después manejaría la ambulancia en reversa hasta chocarla con un camión de producción. La noche siguiente en Raw, se reveló que Strowman pudo salvarse en el accidente, y a pesar de estar lastimado, rechazó la ayuda del personal médico. En el episodio del 17 de julio de Raw, Strowman le costó a Reigns una lucha contra Joe para determinar al contendiente #1 por el Campeonato Universal de WWE, el cual terminó sin resultado después de que los atacara a ambos.
En el episodio del 24 de julio de Raw, se anunció que Strowman, junto con Samoa Joe y Roman Reigns, se enfrentaría a Brock Lesnar en SummerSlam en un Fatal 4-Way match por el Campeonato Universal de WWE. La siguiente semana en Raw, Reigns derrotó a Strowman y Joe en un Triple Threat match después de inmovilizar a Joe. En el episodio del 7 de agosto de Raw, Strowman derrotó a Reigns en un Last Man Standing match luego de la interferencia de Joe, dando así el final de su rivalidad como Strowman ganador. Strowman no logró ganar el Campeonato Universal de WWE en SummerSlam, pero tuvo la oportunidad de desafiar a Lesnar en No Mercy. En el episodio del 11 de septiembre de Raw, Strowman fue derrotado por John Cena por descalificación después de golpear a Cena con los escalones metálicos. En No Mercy, Strowman una vez más no pudo ganar el título al ser derrotado por Lesnar. Más tarde, Strowman se involucró en la rivalidad de The Miz con el grupo reformado, The Shield. Esto sucedió debido a que Strowman fue atacado por The Shield, quienes le aplicaron un Triple powerbomb sobre la mesa de comentaristas. Debido a que Strowman recibió la ayuda de Kane (quien hacía su regreso a la empresa) durante un Steel Cage match contra Reigns el 16 de octubre en Raw, Kane fue añadido a la lucha de Strowman, Miz, Sheamus & Cesaro contra The Shield en TLC: Tables, Ladders & Chairs, convirtiendo el combate en un 5-on-3 Handicap Tables, Ladders and Chairs match. En el evento, Strowman fue traicionado y atacado por sus compañeros, quienes lo arrojaron dentro de un camión de basura, cambiando con esto a face por primera vez en su carrera. En el episodio del 30 de octubre de Raw, Strowman hizo su regreso, atacando a Miz y The Miztourage (Bo Dallas y Curtis Axel). Luego de eso mediante Twitter, el gerente general Kurt Angle nombró a Strowman como su primera selección para conformar el Team Raw en el Traditional Survivor Series Elimination Men's match contra el Team SmackDown en Survivor Series. En el evento, el Team Raw derrotó al Team SmackDown, siendo Strowman y Triple H los únicos supervivientes del equipo. Después del combate, Strowman atacó dos veces a Triple H debido a que éste había atacado al capitán del equipo, Kurt Angle, durante la lucha. La noche siguiente en Raw, durante su lucha contra Jason Jordan, Kane apareció para atacar a Strowman, lastimándole la garganta con una silla de acero. En el episodio del 11 de diciembre de Raw, Strowman se enfrentó a Kane en una lucha para determinar al contendiente #1 por el Campeonato Universal de WWE en Royal Rumble, pero el resultado terminó en doble cuenta fuera.

#### 2018

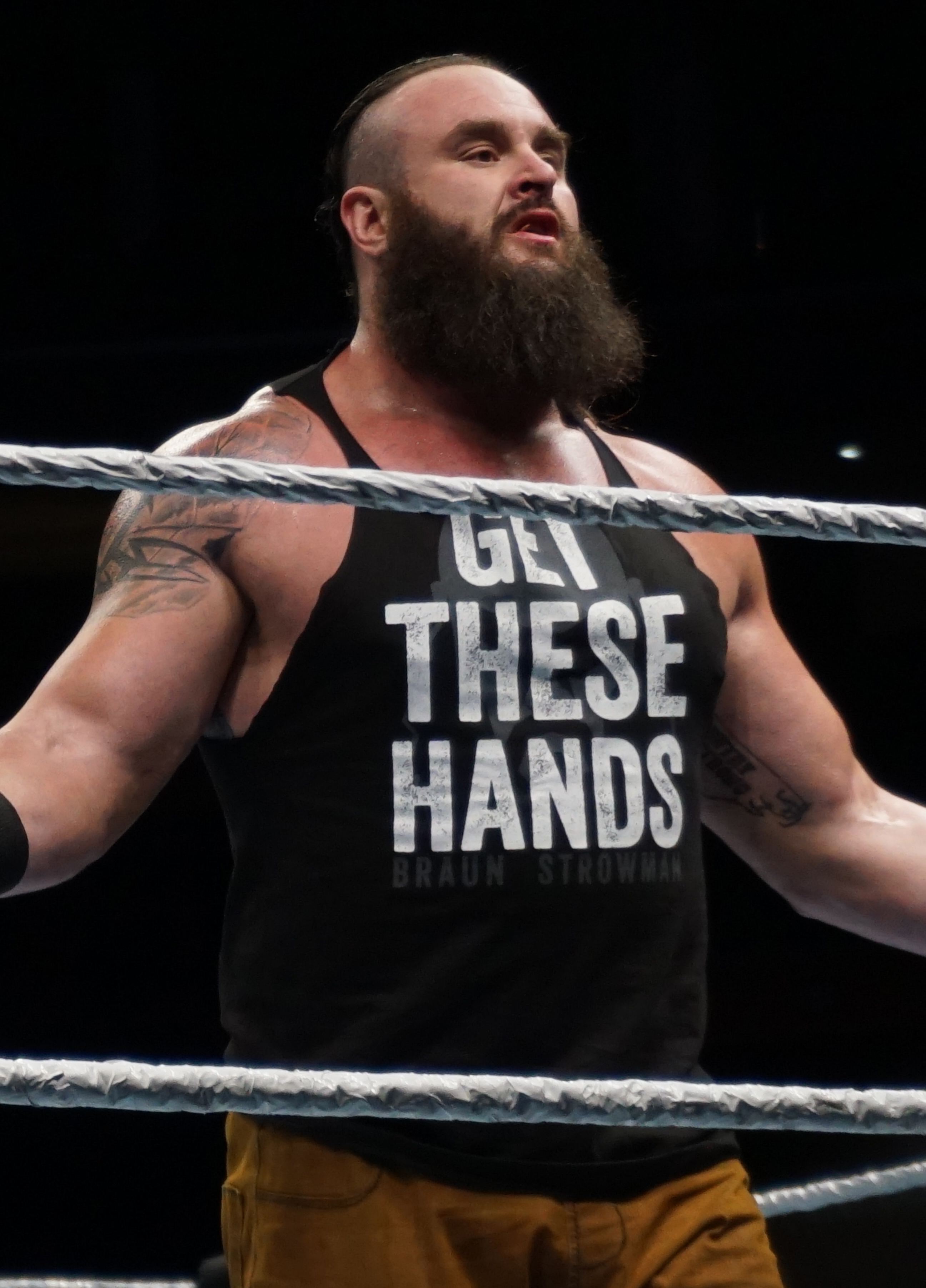
Strowman en marzo de 2018.

En enero de 2018, Strowman fue anunciado como uno de los participantes, junto con Kane y Brock Lesnar, de un Triple Threat match por el Campeonato Universal de WWE en Royal Rumble. En el episodio del 8 de enero de Raw, Strowman atacó brutalmente tanto a Kane como a Lesnar, ya que los dos últimos estaban teniendo un altercado, golpeando a los dos estando semi-inconscientes en el área de backstage. Antes de que alguien pudiera ayudarlos, Strowman tomó un gancho para dejar caer una escenografía de iluminación sobre Lesnar y Kane, aplastándolos con ella. El 15 de enero en Raw, Kurt Angle confrontó a Strowman en el ring, diciéndole que sus acciones fueron demasiado lejos y, después de eliminarlo del Triple Threat match, lo despidió. Strowman se enfureció tras bastidores, incluso destruyó la oficina de Angle, volteó la cabina de un camión semirremolque (que contiene el área de producción, esto después de amenazar al personal de producción) y atacó brutalmente al comentarista principal de Raw, Michael Cole. Antes de que pudiera hacer más daño, la comisionada de Raw, Stephanie McMahon, volvió a contratar a Strowman, lo que lo puso nuevamente en el Triple Threat match en Royal Rumble. En el evento, Strowman no pudo ganar el título después de que Lesnar cubriera a Kane para llevarse la victoria. La noche siguiente en Raw, Strowman derrotó a Kane en un Last Man Standing match para clasificar en un Elimination Chamber match para determinar al nuevo contendiente #1 por el Campeonato Universal de WWE. En el evento Elimination Chamber, Strowman eliminó a cinco superestrellas durante el combate, pero al final fue eliminado por el eventual ganador Roman Reigns. 
En paralelo a sus actividades como luchador individual, Strowman compitió en el Mixed Match Challenge, con Alexa Bliss como su compañera. Juntos derrotaron al equipo de Sami Zayn & Becky Lynch el 30 de enero, y luego a Jimmy Uso & Naomi el 6 de marzo para clasificar a las semifinales el 20 de marzo, en donde fueron derrotados por The Miz & Asuka.

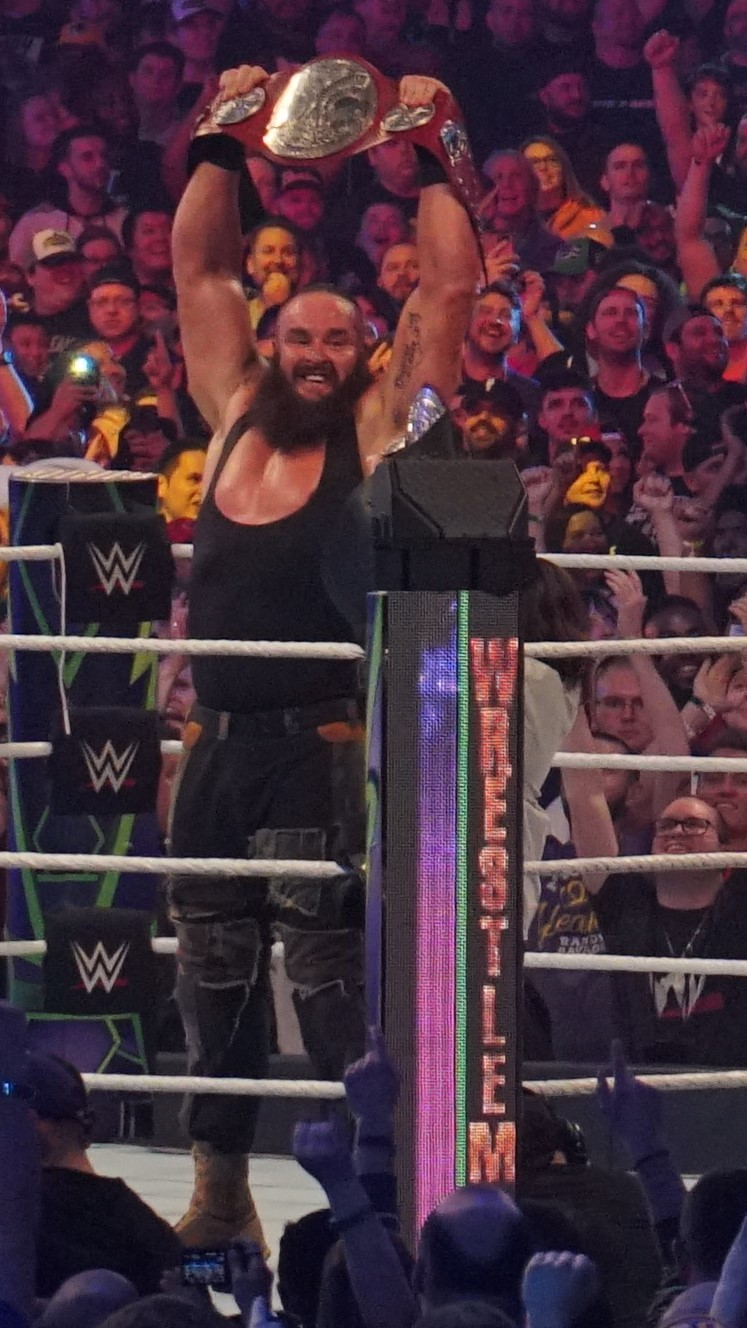
Strowman después de ganar los Campeonatos en Parejas de Raw en WrestleMania 34.

En el episodio del 12 de marzo de Raw, Strowman compitió en un Tag Team Battle Royal para determinar a los contendientes #1 por los Campeonatos en Parejas de Raw de The Bar (Cesaro & Sheamus), a pesar de no tener un compañero de equipo (y no estar programado para el combate). Strowman ganó, eliminando finalmente a Karl Anderson. La semana siguiente en Raw, Kurt Angle le concedió a Strowman una lucha por los títulos en Wrestlemania 34, siempre y cuando Strowman encontrara un compañero de equipo. En WrestleMania 34, Strowman eligió a un joven fanático que había asistido al evento, llamado Nicholas, para ser su compañero de equipo y juntos derrotaron a Cesaro & Sheamus (aunque Strowman compitió solo durante todo el combate), ganando su primer campeonato en la WWE y haciendo que Nicholas se convirtiera en el campeón más joven de cualquier tipo en la historia de la WWE. Nicholas es el hijo del árbitro de la WWE John Cone. Sin embargo, Strowman y Nicholas renunciaron a los títulos la noche siguiente en Raw debido a un "conflicto de horarios" (por sus estudios) para Nicholas. El 27 de abril en Greatest Royal Rumble en Jeddah, Arabia Saudita, Strowman ganó el 50-man Royal Rumble match y rompió el récord de más eliminaciones en un Royal Rumble match con 13 eliminaciones, superando el récord previo de 12.
A finales de abril, Strowman comenzó a formar equipo con Bobby Lashley durante un pequeño enfrentamiento con Kevin Owens y Sami Zayn. El 6 de mayo en Backlash, Strowman y su compañero de equipo, Bobby Lashley, derrotaron a Kevin Owens y Sami Zayn. En la edición del 7 de mayo de Raw, Strowman derrotó a Kevin Owens en un combate de clasificación para el Money in the Bank Ladder match. En la edición del 21 de mayo de Raw, Strowman derrotó a Finn Bálor en una lucha individual. La semana siguiente en Raw, se enfrentó a Bálor en una lucha que terminó en descalificación después de que Kevin Owens los atacara a ambos. El 17 de junio en Money in the Bank, Strowman ganó el Men's Money in the Bank Ladder match para obtener un contrato para un combate por el Campeonato Universal de WWE. En el episodio del 9 de julio de Raw, el gerente general Kurt Angle programó un Steel Cage match entre Strowman y Kevin Owens para el 15 de julio en Extreme Rules, el cual Strowman perdió después de aplicarle un Chokeslam a Owens desde lo alto de la jaula y a través de una mesa de comentaristas, dándole así accidentalmente la victoria a Owens cuando sus pies tocaron primero el suelo, según las reglas del combate. A pedido de Kevin Owens, cosa que fue otorgada por la comisionada de Raw, Stephanie McMahon, en el episodio del 23 de julio de Raw, Strowman tendrá que defender su contrato de Money in the Bank contra Owens en SummerSlam con la estipulación de que si Strowman pierde de cualquier manera (incluyendo por descalificación y por cuenta fuera), perderá su contrato. En SummerSlam, Strowman derrotó a Owens, reteniendo de esa manera su contrato de Money in the Bank. Más tarde esa misma noche, Strowman anunciaría que estaría sacando provecho del ganador del evento principal y lo desafiaría después de ese combate. Sin embargo, el Campeón Universal de WWE en ese momento Brock Lesnar atacaría a Strowman durante su combate contra Roman Reigns con un F-5 y varios ataques con una silla, arrojando después el maletín a la entrada del escenario, causando que Strowman no pudiera cobrar el contrato cuando Reigns ganó el título después de cubrir a Lesnar.
Strowman intentaría una vez más realizar un canjeo exitoso la noche siguiente en Raw, pero fue detenido por The Shield, quien atacó a Strowman antes de que el combate se hiciera oficial. En el episodio del 27 de agosto de Raw, Strowman hizo efectivo su contrato de Money in the Bank para obtener un combate por el campeonato en Hell in a Cell, lo que fue aprobado por el gerente general interino Baron Corbin. En el episodio del 3 de septiembre de Raw, Strowman declaró durante un segmento con Drew McIntyre y Dolph Ziggler que habían formado su propio grupo antes de afirmar que todo a su alrededor era "su patio" ahora, cambiando así a heel en el proceso. Luego, The Shield respondió a eso atacando a Strowman, Ziggler y McIntyre, solo para ser separados por todo el vestuario de Raw por órdenes de Baron Corbin. En Hell in a Cell, a pesar de contar con la ayuda de Ziggler y McIntyre ante una interferencia por parte de The Shield, Strowman no tuvo éxito en su enfrentamiento con Reigns en el Hell in a Cell match debido al regreso sorpresivo de Brock Lesnar, lo que causó que el combate terminara sin resultado. Lesnar atacó a ambos con piezas de mesas, aplicándole por último un F-5 a cada uno. Con ese resultado, Strowman se convirtió en la cuarta persona en cobrar un contrato de Money in the Bank y fallar en su intento de ganar el campeonato mundial. El 6 de octubre en el evento Super Show-Down, el equipo de Ziggler, McIntyre & Strowman fue derrotado por The Shield en un Six-man Tag Team match, antes de derrotarlos dos noches después en Raw. Sin embargo, en el episodio del 15 de octubre de Raw, Strowman, Ziggler & McIntyre perdieron ante The Shield una vez más luego de que McIntyre pateara a Strowman accidentalmente durante el combate. Más tarde, un Strowman enojado, quien le había advertido a sus compañeros de equipo que no perdieran o arruinaran el combate, atacó a Ziggler antes de ser atacado por McIntyre, cambiando Strowman nuevamente a face en el proceso.
Se suponía que Strowman se enfrentaría a Reigns y Lesnar en un Triple Threat match en el evento Crown Jewel por el Campeonato Universal de WWE, pero el combate se convirtió en una lucha individual contra Lesnar por el vacante Campeonato Universal debido a que Reigns tuvo que renunciar al título debido a un padecimiento de leucemia. En el evento, Strowman fue derrotado por Lesnar después de un ataque previo al combate por parte de Baron Corbin. Strowman fue el único sobreviviente junto con McIntyre y Lashley del Team Raw en el Traditional Survivor Series Elimination Men's match contra el Team SmackDown en Survivor Series. La noche siguiente en Raw, se programó un Tables, Ladders and Chairs match entre Strowman y Baron Corbin para TLC: Tables, Ladders & Chairs, en donde si Strowman gana se enfrentará a Brock Lesnar en una lucha por el Campeonato Universal de WWE en Royal Rumble. Esa misma noche, Strowman se unió a Finn Bálor & Elias para enfrentarse a Corbin, McIntyre & Bobby Lashley en un Tag Team Elimination match, donde Bálor y Elias fueron eliminados mientras que Strowman ganó por descalificación después de que McIntyre lo atacara con una silla. Posteriormente, Corbin atacó brutalmente a Strowman junto con McIntyre y Lashley, destrozándole uno de sus brazos con los escalones metálicos (kayfabe). Esto se hizo debido a que Strowman tenía problemas con uno de sus hombros, el cual requería cirugía. Sin embargo, Corbin anunció que su combate contra Strowman aún estaba programado según lo planeado, y aceptaría la victoria por abandono. En TLC: Tables, Ladders & Chairs, Strowman regresó y derrotó a Baron Corbin con su brazo en recuperación en un cabestrillo y con la ayuda de múltiples superestrellas, por lo que ganó un combate contra Brock Lesnar por el Campeonato Universal de WWE en Royal Rumble y Corbin fue despojado de todo poder autoritario.

#### 2019
En la edición del 14 de enero de 2019 de Raw, el presidente de la WWE, Vince McMahon, canceló su lucha por el Campeonato Universal de WWE contra Lesnar debido a un mal comportamiento y, además, Strowman fue multado con $100,000 después de destruir la limusina de McMahon al intentar atrapar a Corbin (kayfabe). Sin embargo, en el kick-off de Royal Rumble, se anunció que Strowman competiría en el Royal Rumble match como reemplazo de John Cena (quien fue sacado del combate días antes debido a una lesión), donde fue el último eliminado por el eventual ganador Seth Rollins. Luego de eso, Strowman continuó su rivalidad con Corbin, en el cual se vieron involucrados Kurt Angle y Drew McIntyre. En Elimination Chamber, Strowman fue derrotado por Corbin en un No Disqualification match debido a una interferencia de McIntyre y Bobby Lashley. La noche siguiente en Raw, Strowman se enfrentó nuevamente a Corbin, a quien derrotó en un Tables match.
Luego de eso, Strowman se involucró en un storyline con Colin Jost y Michael Che de Saturday Night Live (SNL). En el episodio del 4 de marzo de Raw, el dúo de SNL apareció y se anunció como corresponsales especiales para WrestleMania 35. Esa misma noche, se involucraron en un segmento tras bastidores con Strowman, donde Jost cuestionó la legitimidad de la lucha libre profesional, lo que provocó que Strowman lo atacara. En el episodio del 18 de marzo de Raw, Strowman fue el primer hombre en anunciar su participación en el André the Giant Memorial Battle Royal en WrestleMania 35. La semana siguiente en Raw, Strowman desafió al dúo a que también ingresara al combate, lo que fue oficializado por la anfitriona de WrestleMania 35, Alexa Bliss. Strowman ganó el combate, después de eliminar finalmente a Colin Jost. Strowman rompió otro récord, con la mayoría de eliminaciones en ese combate en particular. Dos noches después, Strowman apareció en SmackDown, atacando al Campeón de Estados Unidos Samoa Joe.
En el episodio del 29 de abril de Raw, Strowman fue anunciado por Alexa Bliss como uno de los cuatro hombres de la marca Raw que participarían en el Money in the Bank Ladder match en Money in the Bank. Esa misma noche, Strowman se unió a Ricochet para derrotar a Corbin & McIntyre en una lucha por equipos. La semana siguiente en Raw, Strowman atacó a Sami Zayn, lo persiguió hasta el área tras bastidores, lo arrojó a un contenedor de basura que luego fue vaciado en el camión cuando llegó el momento de vaciar el contenedor. Debido a eso, Strowman se enfrentó Zayn la siguiente semana en un Falls Count Anywhere match con su clasificación en el Money in the Bank Ladder match en juego, pero fue derrotado debido a una interferencia de Corbin y McIntyre, por lo que finalmente fue sacado del combate. En el siguiente episodio de Raw, la noche después de Money in the Bank, Strowman derrotó a Zayn en una lucha individual. Esa misma noche, se anunció que Strowman se enfrentaría a Bobby Lashley el 7 de junio en Super Show-Down, desde Jeddah, Arabia Saudita. La semana siguiente en Raw, tanto Strowman como Lashley compitieron en un Fatal 4-Way match (el cual también involucró a Corbin y The Miz) para determinar al contendiente número uno al Campeonato Universal de WWE de Seth Rollins en Super Show-Down, pero ninguno de los dos logró ganar después de que ambos se atacaron mutuamente hasta el área tras bastidores. Luego de eso, Strowman venció a Lashley en un Arm Wrestling match en el episodio del 3 de junio de Raw, pero luego fue atacado por Lashley. En Super Show-Down, Strowman derrotó a Lashley. En el episodio del 17 de junio de Raw, Strowman compitió en un Fatal 5-Way Elimination match para determinar al contendiente número uno al Campeonato de Estados Unidos de Samoa Joe en Stomping Grounds, pero fue eliminado por Ricochet con ayuda de Lashley y Cesaro. Luego de eso, Strowman continuó su rivalidad con Lashley, derrotándolo en un Tug-of-War match en el episodio del 24 de junio de Raw, pero después de eso fue atacado por Lashley con la soga que se utilizó durante el combate. En la edición del 1 de julio de Raw, Strowman se enfrentó a Las hley en un Falls Count Anywhere match, donde el combate terminó sin resultado después de que Strowman derribara a Lashley a través de los tableros de LED en el escenario, donde Strowman sufrió una ruptura de bazo (kayfabe). Debido a eso, se programó un Last Man Standing match entre los dos para Extreme Rules, donde Strowman derrotó a Lashley. En el episodio del 15 de julio de Raw, Strowman participó en un 10-man Battle Royal para determinar al contendiente número uno al Campeonato Universal de Brock Lesnar en SummerSlam, pero fue derrotado por Seth Rollins.
En el episodio del 12 de agosto de Raw, Strowman salió al ring para salvar al Campeón Universal de WWE Seth Rollins y Ricochet de un ataque de The OC (el Campeón de Estados Unidos AJ Styles y los Campeones en Parejas de Raw Luke Gallows & Karl Anderson). Debido a eso, Styles desafió a Strowman a una lucha por el Campeonato de Estados Unidos la siguiente semana en el episodio del 19 de agosto de Raw, donde Strowman ganó por descalificación debido a una interferencia de Gallows y Anderson, por lo que no ganó el título según las reglas del combate. Esa misma noche, en el evento principal, Strowman y Rollins se convirtieron en los Campeones en Parejas de Raw luego de derrotar a Gallows y Anderson, marcando el segundo reinado individual de Strowman. La semana siguiente en Raw, Strowman desafió a su propio compañero Seth Rollins, a una lucha por el Campeonato Universal de WWE en Clash of Champions, lo cual Rollins aceptó. Esa misma noche, Strowman no tuvo éxito una vez más en ganar el Campeonato de Estados Unidos de Styles en el evento principal cuando perdió el combate por descalificación después de que Styles fingió haber sido golpeado con una silla de acero, aprovechando que el árbitro estaba inconsciente fuera del ring. Después del combate, Strowman se deshizo él solo de los tres miembros de The OC. En el episodio del 2 de septiembre de Raw, Strowman & Rollins derrotaron a Gallows & Anderson en una lucha no titular. Después del combate, el dúo fue atacado por The OC, junto con Robert Roode y Dolph Ziggler. En el episodio del 9 de septiembre de Raw, Strowman y Rollins finalmente firmaron el contrato para su lucha por el Campeonato Universal en Clash of Champions, bajo la modulación de Stone Cold Steve Austin. Más tarde, esa misma noche, Strowman y Rollins ganaron un 10-man Tag Team match junto con Cedric Alexander y The Viking Raiders, derrotando a The OC, Ziggler y Roode. En Clash of Champions, en la primera lucha del evento, Strowman & Rollins perdieron los Campeonatos en Parejas de Raw ante Ziggler & Roode, luego de que Roode cubrió a Rollins para obtener la victoria. Más tarde, en el evento principal, Strowman fue derrotado por Rollins luego de recibir un Pedigree y un Curb Stomp por parte de este último, por lo que no logró ganar el Campeonato Universal de WWE. En el episodio del 23 de septiembre de Raw, Strowman se enfrentó nuevamente a Rollins en una lucha no titular, pero el combate terminó sin resultado debido a que Strowman fue atacado por Bray Wyatt bajo su personaje de The Fiend.
Luego de eso, Strowman luchó contra el campeón mundial de boxeo Tyson Fury, debido a que Strowman lanzó a Dolph Ziggler contra Fury después de que lo provocase mientras se encontraba en ringside el 4 de octubre en el estreno de SmackDown en Fox. En Hell in a Cell, Strowman se unió a The Viking Raiders para enfrentar a The OC en un Six-man Tag Team match, el cual ganaron por descalificación después de que Gallows y Anderson atacaran a Strowman constantemente. En el episodio del 7 de octubre de Raw, Strowman tuvo una pelea con Fury debido a que ninguno de los dos quería ofrecer una disculpa. Muchas superestrellas tuvieron que tratar de mantenerlos separados. El 11 de octubre, en la conferencia de prensa de Crown Jewel en Las Vegas, se anunció que Strowman se enfrentaría a Fury en Crown Jewel. Ese mismo día en SmackDown, debido al Draft, Strowman fue traspasado a la marca SmackDown. En el episodio del 18 de octubre de SmackDown, Strowman derrotó a Drew Gulak. En Crown Jewel, Strowman perdió ante Fury por cuenta fuera. El 8 de noviembre en SmackDown, Fury le ofreció a Strowman unir fuerzas y él aceptó. Luego, fueron interrumpidos por The B-Team. Fury noqueó a Bo Dallas con un golpe, mientras que Strowman le aplicó un Running Powerslam a Curtis Axel. En la edición del 12 de noviembre de WWE Backstage, Strowman fue anunciado como uno de los integrantes del Team SmackDown, el cual se enfrentaría al Team Raw y al Team NXT en un Traditional Survivor Series Elimination Men's match en Survivor Series. En el evento, Strowman fue eliminado por cuenta fuera tras un Crossbody de Keith Lee y un Claymore de Drew McIntyre. Sin embargo, el Team SmackDown ganó el combate. En el episodio del 20 de diciembre de SmackDown, Strowman acudió en ayuda de The New Day, quien era atacado por Sami Zayn, Cesaro y Shinsuke Nakamura. La semana siguiente en SmackDown, Strowman ganó junto con Big E y Kofi Kingston un Six-man Tag Team match contra Cesaro, Nakamura y Zayn. Después del combate, Strowman realizó una demostración de baile con sus compañeros de equipo.

#### 2020-2021
En el episodio del 10 de enero de 2020 de SmackDown, Strowman derrotó al Campeón Intercontinental Shinsuke Nakamura en una lucha no titular para asegurar una oportunidad por el título en el futuro. El 26 de enero en Royal Rumble, Strowman participó en el Royal Rumble match como el número 14, pero lo eliminó Brock Lesnar. El 31 de enero, a pesar de las interferencias de Sami Zayn y Cesaro, Strowman derrotó a Nakamura para ganar el Campeonato Intercontinental, su primer título individual de la WWE. Sin embargo, perdió ante Zayn el 8 de marzo en Elimination Chamber, en un 3-on-1 Handicap match, el cual también involucró a Nakamura & Cesaro.
En abril, se anunció que Strowman reemplazaría a Roman Reigns en WrestleMania 36, en una lucha contra Goldberg para el Campeonato Universal, luego de que Reigns optara por retirarse del evento en medio de las preocupaciones sobre la pandemia de COVID-19, lo cual ya había afectado el evento. En WrestleMania, la noche uno del evento, Strowman derrotó a Goldberg para ganar el Campeonato Universal, su primer campeonato mundial en su carrera. En el episodio del 10 de abril de SmackDown, mientras celebraba su victoria, fue interrumpido por Shinsuke Nakamura, quien lo confrontó y lo atacó con ayuda de Cesaro.  Más tarde esa noche, Strowman derrotó a Nakamura en una lucha no titular. Después del combate, Strowman fue confrontado por Bray Wyatt, quien lo desafió a una lucha por el Campeonato Universal, lo cual Strowman aceptó para cuando y donde Wyatt lo deseara. El combate fue programado para el 10 de mayo en Money in the Bank, donde Strowman derrotó a Wyatt para retener el título. En el episodio del 15 de mayo de SmackDown, Strowman hizo equipo con el ganador del Corporate Money in the Bank Otis para enfrentar a The Miz y John Morrison, saliendo victoriosos. En el episodio del 22 de mayo de SmackDown, Strowman derrotó a Miz. Después del combate, Morrison desafió a Strowman a un 2-on-1 Handicap match junto con Miz por el Campeonato Universal el 14 de junio en Backlash, lo cual Strowman aceptó, tras Backlash él continuó la rivalidad con Bray Wyatt teniendo una lucha no titular en Extreme Rules: The Horror Show en un Horror House match donde él perdió y más tarde se enfrentaría a The Fiend en SummerSlam poniendo el título en juego, siendo derrotado por The Fiend perdiendo así el título universal y finalizando su reinado, semanas más tarde Luchó en una revancha contra The Fiend en Payback por el título pero perdió tanto el como The Fiend ante Roman Reigns el cual hizo su regreso en SummerSlam y en el último momento firmó el contrato de Payback el cual hizo de la pelea un Triple Threat,más tarde en noviembre fue elegido para estar en Team RAW junto con AJ Styles, Sheamus, Matt Riddle y Keith Lee en Survivor Series, en Survivor Series Team RAW ganó el combate 5-0 derrotado a Team SmackDown, la semana siguiente en un segmento en Raw junto con Team RAW estuvieron al lado de Adam Pearce pero Braun atacó a Pearce por mencionarle el último haciendo que Pearce le suspendiera (Kayfabe) eso fue un descanso debido a una lesión que tenía, Regreso en el Royal Rumble de 2021 eliminando a algunos luchadores antes de ser eliminado por Seth Rollins, Edge y Christian. Luego, se enemistó con Shane Mcmahon, ya que este se mofaba de Braun al ver que no conseguía una oportunidad titular, estuvo programado para enfrentar a Shane en Fastlane pero Shane no podía combatir en Fastlane ya que el se "lesionó" (Kayfabe) pero al Raw siguiente demostró que era mentira y en las programaciones estuvo derrotando a Elías y a Jaxson Ryker, en WrestleMania 37 derrotó a Shane en un Steel Cage Match, tras ello se metió en la historia de Drew McIntyre y Bobby Lashley por el título de WWE en el cual luchó en una triple amenaza en WrestleMania Backlash siendo derrotado él y McIntyre por Lashley que defendió el título con éxito, más tarde se confirmó que sufrió una lesión y en un principio iba a aparecer según una promoción en el primer RAW con gente.
El 2 de junio de 2021, se informó que fue liberado de su contrato con la WWE esto parte de una nueva ronda de despidos provocados por los efectos de la pandemia por COVID-19 y en si por su bajón competitivo.

### Circuito independiente (2021-2022)
En Free The Narrative 2: The Monsters In Us All, derrotó a EC3. El 4 de diciembre, Scherr se asoció con EC3, haciendo su debut en Great Lakes Championship Wrestling en GLCW Blizzard Brawl, derrotando a Jake Something y Rohit Raju.
Debutó en el evento de pago Final Battle de ROH, donde él, EC3 y Westin Blake formaron el nuevo establo Control Your Narrative y atacaron a Eli Isom, Dak Draper y Brian Johnson.
En enero de 2022, se anunció que Scherr haría equipo con el ex luchador de WWE Erick Rowan (ahora Erick Redbeard) en un partido contra Bully Ray y nZo. La lucha por equipos se llevará a cabo en el WrestleFest XXVI de Northeast Wrestling el 22 de enero. Será la primera vez que Scherr y Redbeard se unan en cinco años.
Se anunció que participaría en el primer evento de Wrestling Entertainment Series en Reino Unido.

### Control Your Narrative (2022)
El 17 de febrero de 2022, él y su compañero EC3 anunciaron la creación de su propia promoción de lucha libre profesional, Control Your Narrative (CYN). La empresa tenía previsto iniciar las grabaciones de un futuro programa televisivo en marzo de ese mismo año. Inspirada en la película Fight Club, la promoción se caracterizaba por un enfoque poco convencional, en el que los propios luchadores desarrollaban sus historias, similar a las primeras fases del “Proyecto Mayhem” retratado en la película.

### Regreso a WWE (2022-2025)

#### 2022
El 1 de septiembre de 2022, se dijo que Scherr había vuelto a firmar con WWE. Strowman regresó a la WWE el 5 de septiembre de 2022, día en el que atacó a todos los luchadores que competían por equipos. Luego se informó de que se trasladaría a SmackDown como face. 
Strowman comenzó una breve rivalidad con Alpha Academy (Chad Gable & Otis), derrotando a Otis en el episodio del 23 de septiembre de SmackDown, y a Gable en el episodio del 3 de octubre de Raw. En el episodio del 14 de octubre de SmackDown, Strowman fue confrontado por el otro gigante de la empresa, Omos. Ambos se enfrentaron en la Crown Jewel del 5 de noviembre, combate donde Strowman resultó vencedor.
También en octubre, Strowman fue uno de los participantes de la Copa Mundial de SmackDown, cuyo ganador enfrentaría a Gunther por el Campeonato Intercontinental. Derrotó a Jinder Mahal en la primera ronda, pero cayó ante Ricochet en las semifinales. Sin embargo, él y Ricochet formaron un equipo para luchar ante Imperium (Gunther, Ludwig Kaiser & Giovanni Vinci), salieron victoriosos contra Kaiser y Vinci en un Miracle on 34th Street Fight en el episodio del 24 de diciembre de SmackDown.

#### 2023-2025
En el episodio del 13 de enero de SmackDown, Strowman se enfrentó a Gunther por el Campeonato Intercontinental, pero no pudo ganar el combate. La semana siguiente, anunció su participación en el Royal Rumble match. El 27 de enero, formaría equipo con Ricochet para un torneo que determinaba a los contendientes #1 al Campeonato en Parejas de SmackDown derrotando a Hit Row en semifinales, aunque inicialmente no estaban anunciados hasta después de que Sheamus y Drew McIntyre recibieran un ataque en backstage, ocupando el lugar de estos en la lucha. En Royal Rumble, Strowman ingresó a la batalla real en el #27, logrando sacar a Omos de la misma antes de ser eliminado por el eventual ganador, Cody Rhodes.
En el SmackDown WrestleMania Edition participó en el evento André the Giant Memorial Battle Royal, donde eliminó a Joaquin Wilde, Rick Boogs y a Santos Escobar. Finalmente, él mismo se vio eliminado a manos de Bronson Reed.
El 2 de mayo de 2025 se confirmó la liberación de su contrato.

## Otros medios
Debutó en los videojuegos en WWE 2K17 (2016) como personaje jugable. Posteriormente, apareció en WWE 2K18 (2017), WWE 2K19 (2018) y WWE 2K20 (2019).

## Vida personal
A su padre, Rick, se le considera como uno de los mejores jugadores de softbol de lanzamiento lento. Apodado el "Triturador", sigue siendo el líder de la serie mundial de todos los tiempos de la USSSA en jonrones (101), hits (166) e impulsadas (202). En 1994, fue incluido en el Salón de la Fama de USSSA.
Scherr apoya a los Green Bay Packers.
Actualmente está en una relación con la luchadora de la WWE Raquel Rodríguez.

## Filmografía
| Año  | Título          | Rol       | Notas          |
| ---- | --------------- | --------- | -------------- |
| 2016 | Three Count     | Strongman | Película debut |
| 2018 | Holmes & Watson | Él mismo  |                |

| Año  | Título                    | Rol        | Notas                                                                  |
| ---- | ------------------------- | ---------- | ---------------------------------------------------------------------- |
| 2012 | The World's Strongest Man | Competidor | Episodio: "The Qualifiers: Kartuzy, Poland" (temporada 35, episodio 5) |
| 2018 | Dus Ka Dum                | Él mismo   |                                                                        |
| 2020 | Ryan's Mystery Playdate   | Él mismo   | Episodio: "Ryan's Pinned Playdate"                                     |

## Campeonatos y logros
- World Wrestling Entertainment (WWE)
  - WWE Universal Championship (1 vez)
  - WWE Intercontinental Championship (1 vez)
  - Raw Tag Team Championship (2 veces) - con Nicholas (1) y Seth Rollins (1)
  - Greatest Royal Rumble (2018)
  - Money in the Bank (2018)
  - André the Giant Memorial Battle Royal (Sexto Ganador)
  - Triple Crown Championship (trigésimo primero)
  - WWE Year–End Award (1 vez)
    - Male Superstar of the Year (2018)[172]

- Pro Wrestling Illustrated
  - Situado en el N.º 163 en los PWI 500 de 2016[173]
  - Situado en el N.º 34 en los PWI 500 de 2017[174]
  - Situado en el N.º 6 en los PWI 500 de 2018[175]
  - Situado en el N.º 27 en los PWI 500 de 2019[176]
  - Situado en el N.º 19 en los PWI 500 de 2020[177]